# Neunjähriger Krieg (Irland)
Clontibret – Carrickfergus – Yellow Ford – Curlew Pass – Cahir Castle – Moyry Pass – Kinsale – Dunboy

Schlachten und Belagerungen im Neunjährigen Krieg

Der Neunjährige Krieg (irisch Cogadh na Naoi mBliain) in Irland dauerte von 1594 bis 1603 und ist auch als Tyrone’s Rebellion (irisch Réabhlóid Thír Eoghain) bekannt. Die kriegerische Auseinandersetzung fand zwischen den Streitkräften unter dem gälisch-irischen Clanoberhaupt Hugh O’Neill (Earl of Tyrone) und denen der elisabethanischen englischen Regierung von Irland statt. Die Kampfhandlungen erstreckten sich zwar auf ganz Irland, konzentrierten sich aber überwiegend auf die nördlichen Gebiete von Ulster. Der Krieg endete mit der Niederlage der irischen Seite, was schließlich zur Flucht der Earls aus Irland (Flucht der Grafen) und zu den Plantations in Ulster führte.
Dieser neunjährige Krieg sollte nicht mit dem irischen Krieg der zwei Könige aus den 1690er Jahren bzw. dem Pfälzischen Erbfolgekrieg (1688–1697) verwechselt werden, die oft auch als „Neunjähriger Krieg“ bezeichnet werden.

## Gründe für den Krieg
Die Ursachen des Neunjährigen Krieges lagen in den Ambitionen der englischen Regierung begründet, den Machtbereich auf die gesamte irische Insel auszudehnen und somit in der Machtfrage die Oberhand zu behalten. Um sich diesem Vorhaben zu widersetzen, gelang es O’Neill, unter Ausnutzung der Unzufriedenheit mit der englischen Regierung in Irland, auch andere Clans sowie einen Großteil der Katholiken (denen die Verbreitung des Protestantismus in Irland ein Dorn im Auge war) auf seine Seite zu bringen.

### Der Aufstieg von Hugh O’Neill
Hugh O’Neill entstammt dem mächtigen Clan (im Englischen Clan oder Sept genannt) von Tyrone, der zu dieser Zeit die dominierende Kraft in der Mitte der Provinz Ulster war. Sein Vater wurde von Shane O’Neill getötet und Hugh bereits als Kind aus Ulster vertrieben. Er wuchs im Pale auf und galt bei der englischen Obrigkeit als verlässlicher Lord. 1587 überredete er Elisabeth I., ihm den Titel Earl of Tyrone (irisch Iarla Thír Eoghain) zu verleihen – den gleichen Titel, den auch sein Vater innehatte. Doch die eigentliche Macht in Ulster lag nicht in diesem Titel, sondern beim Oberhaupt des Clans der O’Neill (zu dieser Zeit Turlough Luineach O’Neill). 1595 – nach viel Blutvergießen – hatte Hugh O’Neill diesen Titel („der O’Neill“) zurückerobert.
Innerhalb des Gebietes der O’Neill band er das Landvolk stärker an seinen Clan (er machte sie faktisch zu Leibeigenen) und drängte sie zu militärischen Diensten. Von Red Hugh O’Donnell, einem seiner Verbündeten, erhielt O’Neill Unterstützung durch schottische Söldner (auch als Redshanks bekannt). Weiterhin heuerte er große Verbände von irischen Söldnern an (die sog. buanadha) – teilweise unter der Führerschaft von Richard Tyrell. Um seine Armee zu bewaffnen, kaufte O’Neill Musketen, Munition und Piken aus Schottland und England. Seit 1591 stand O’Donnell (im Auftrag von O’Neill) in Kontakt zu Philipp II. von Spanien, um für militärische Unterstützung gegen England und gegen die Verbreitung des Protestantismus zu werben. Mit der Unterstützung von Spanien war O’Neill in der Lage, über 8.000 Männer zu bewaffnen und zu ernähren. Er war gut gerüstet gegen das Vorrücken der englischen Truppen auf dem Gebiet von Ulster.

### Englische Truppen in Ulster
In den frühen 1590er Jahren geriet die Provinz Ulster ins Blickfeld von Lord Deputy Fitzwilliam, der von der englischen Krone damit beauftragt wurde, das Gebiet unter Kontrolle zu bringen und eine Art Provinzregierung aufzusetzen – aussichtsreichster Kandidat für diesen Posten war Henry Bagenal, ein englischer Kolonist aus Newry, der die englische Herrschaft durch verstärkte Militärpräsenz durchsetzen wollte. O’Neill war mit der Schwester von Bagenal verheiratet (gegen dessen Willen), die aber wenige Jahre nach der Hochzeit starb.
1591 eroberte Fitzwilliam die Lordschaft MacMahon in Monaghan. MacMahon widersetzte sich einem englischen Sheriff und wurde daraufhin gehängt. Seine Ländereien wurden aufgeteilt – dies führte zu Widerstand, da Vorwürfe von Korruption gegen Fitzwilliam laut wurden; doch die gleiche Vorgehensweise wurde auch in Longford (Gebiet der O’Farrells) und in Cavan (Gebiet der O’Reillys) angewandt. Auf dem Gebiet der O’Neills erwartete Fitzwilliam aber nun eine starke bewaffnete Armee, die sich jedem Versuch, das Gebiet einzunehmen, widersetzen würde.
Die wohl größte Schwierigkeit der englischen Kräfte bei der Eroberung von Ulster lag in der natürlichen Gegebenheit der Landschaft. Aufgrund von Gebirgszügen, Wäldern und Moorgebieten gab es lediglich zwei sinnvolle Orte, bei denen die englischen Truppen in das Gebiet von O’Neill vordringen konnten: Newry im Osten und Sligo im Westen. Sligo Castle war vom O’Connor-Clan besetzt, schwebte aber in ständiger Gefahr von Übergriffen von den O’Donnells. Der Weg über Newry führte hingegen durch verschiedene Täler, die im Kriegsfall nur durch enormen Einsatz von Geld und Menschenleben durch die englischen Truppen zu halten gewesen wären.
Die englischen Truppen hatten bei Carrickfergus (nördlich von Belfast Lough) einen Stützpunkt, wo in den 1570er Jahren eine kleine Kolonie englischer Siedler gegründet wurde. Doch auch von hier bot das Gelände durch den Lough Neagh und den Fluss Bann eine natürliche Grenze zum Gebiet von O’Neill. Eine weitere Schwierigkeit lag in der Tatsache, dass die englischen Truppen keine Häfen an der nördlichen Küste kontrollierten, die einen Angriff von See aus ermöglichen würden.

## Kriegsausbruch
1592 vertrieb Red Hugh O’Donnell den englischen Sheriff Captain Willis aus seinem Gebiet Tír Chonaill. 1593 verbündeten sich Maguire und O’Donnell und bekämpften so die Einführung von Willis als Sheriff von Fermanagh. Weiterhin begannen sie damit, die englischen Außenposten im Süden von Ulster anzugreifen.
O’Neill hielt sich bis zu diesem Zeitpunkt noch im Hintergrund der Auseinandersetzungen, hoffte er doch, durch diese Zurückhaltung zum Lord President of Ulster ernannt zu werden. Elisabeth I. hingegen vermutete, dass O’Neill an einem solch einfachen Titel kein Interesse hätte. Sie fürchtete stattdessen, dass O’Neill nach mehr Macht strebte, um ihre Autorität zu unterwandern und als eine Art „Fürst von Ulster“ zu herrschen. Deswegen verweigerte sie O’Neill den Titel – sowie jeden anderen Titel, der ihm im Namen der Krone eine Machtbefugnis über Ulster gewährt hätte. Als klar wurde, dass Henry Bagenal den Titel Lord President of Ulster erhalten würde, griff O’Neill in den Konflikt ein und überfiel ein englisches Fort am Fluss Blackwater.

## Sieg amYellow Ford
Auch nach der englischen Niederlage bei der Schlacht von Clontibret im März 1595 tat sich die englische Obrigkeit in Dublin schwer, die Tiefe dieser Rebellion zu begreifen. Nach gescheiterten Verhandlungen im Jahr 1596 versuchten englische Truppen, in Ulster einzufallen, wurden aber von einer gut aufgestellten Armee mit Musketieren problemlos in die Flucht geschlagen.
Bei der Schlacht am Yellow Ford im Jahr 1598 wurden nahezu 2000 englische Soldaten bei einem Hinterhalt getötet, als die englischen Truppen Richtung Armagh marschierten. Die überlebenden Soldaten wurden in Armagh umzingelt, sie konnten aber einen sicheren Rückzug aushandeln und verließen im Gegenzug kampflos die Stadt. O’Neills persönlicher Feind, Henry Bagenal, führte diese Truppen an, wurde aber bereits am Beginn der Schlacht getötet. Diese Schlacht war die größte Niederlage, die England bis zu diesem Zeitpunkt in Irland erlitten hatte.
Der Sieg löste Rebellionen im ganzen Land aus, unterstützt von O’Neills Söldnern. Hugh O’Neill verlieh seinen Unterstützern Earl- und Chieftain-Titel, wie z. B. James Fitzthomas als Earl of Desmond oder Florence MacCarthy als MacCarthy Mór. In Munster nahmen nahezu 9000 Männer an der Rebellion teil. Die englischen Plantations wurden weitgehend zerstört und die englischen Siedler, unter ihnen Edmund Spenser, flohen in sicherere Gebiete.
Nur eine Handvoll ansässiger Lords blieben in dieser Zeit loyal zur englischen Krone, und selbst unter deren Anhängern gab es Unterstützer der Rebellen. Aber alle befestigten Städte blieben in der Hand der englischen Obrigkeit, es gelang O’Neill nicht, diese einzunehmen oder deren Bevölkerung auf seine Seite zu ziehen.
1599 erreichte Robert Devereux, 2. Earl of Essex, mit einer 17.000 Mann starken Armee Irland. Er nahm die Empfehlung des Staatsrates an, zuerst den Süden des Landes unter Kontrolle zu bringen, doch sein planloses Vorgehen zerstreute seine Einheiten so sehr, dass er bei seinem Vormarsch in Leinster und Munster diverse Rückschläge hinnehmen musste. Höhepunkt der Rückschläge im Süden Irlands war der Versuch, über die Curlew mountains nach Sligo zu gelangen – bei der Schlacht am Curlew Pass wurden ein Viertel der englischen Soldaten getötet, während die Männer um O’Donnell nahezu keine Verluste hinnehmen mussten.
Weitere tausende Männer von Devereux’ Truppen waren in schmutzigen Garnisonen untergebracht und starben an Typhus und Ruhr.
Als sich Devereux letztlich Ulster zuwandte, begann er sogleich mit Friedensverhandlungen mit O’Neill und stimmte einem Waffenstillstand zu, der von seinen Feinden in London heftig kritisiert wurde. Um einem Rückruf nach London zuvorzukommen, reiste Devereux ohne Zustimmung der Königin zurück, wo er nach einem Putschversuch hingerichtet wurde. Sein Nachfolger in Irland wurde Charles Blount, 1. Earl of Devon (Lord Mountjoy), der sich als weitaus fähigerer Kommandant erwies. An seiner Seite erhielten die zwei Kriegsveteranen George Carew und Arthur Chichester, 1. Baron Chichester das Oberkommando in Munster und Ulster.

## Das Ende der Rebellion in Munster
Carew schaffte es bis Mitte 1601, die Rebellion in Ulster mehr oder weniger unter Kontrolle zu bringen. Im Sommer 1601 hatte er die meisten Burgen in Munster zurückerobert und die Rebellentruppen waren zerstreut. Fitzthomas und Florence MacCarthy wurden verhaftet und verbrachten den Rest ihres Lebens im Tower of London.

## Die Schlacht von Kinsale und das Ende der Rebellion
Mountjoy schaffte es, unterstützt durch Landungstruppen, auf dem Seeweg (unter Henry Dowcra bei Derry und Arthur Chichester bei Carrickfergus) ins Landesinnere von Ulster vorzudringen. Dowcra und Chichester verwüsteten, unterstützt von Niall Garve O’Donnell, einem Rivalen von Red Hugh, die Landschaft und töteten wahllos innerhalb der Zivilbevölkerung. Ihre Strategie war, dass O’Neill ohne Feldpflanzen und Menschen keinen Nachschub erhalten und auch seine Armeen nicht mehr ernähren konnte. Diese Gräueltaten begannen schnell zu wirken und so waren die Lords von Ulster auf ihren Gebieten festgesetzt, die sie verteidigten. Obwohl O’Neill 1600 nahe Newry bei der Schlacht am Moyry Pass die Offensive von Mountjoy zurückschlagen konnte, wurde seine Position immer auswegloser.
1601 erreichte endlich die lange versprochene spanische Unterstützung (3500 Mann) nahe Kinsale (Grafschaft Cork) Irland. Die spanischen Truppen wurden aber sofort nach ihrer Landung von 7000 englischen Soldaten umzingelt, die allerdings von Hunger und Krankheiten geschwächt waren. O’Neill, O’Donnell und deren Verbündete entschlossen sich, den spanischen Truppen zu Hilfe zu kommen, und machten sich auf den Weg nach Süden. Am 24. Dezember griffen O’Neill und O’Donnell die englischen Truppen an. Doch aufgrund von schlechter Abstimmung und mangelnder Erfahrung konnten die beiden ihren Überraschungseffekt nicht ausnutzen und wurden letztlich in der Belagerung von Kinsale von einer englischen Übermacht besiegt.
Die übrigen irischen Truppen flohen zurück nach Ulster, um ihre eigenen Ländereien zu verteidigen, doch bei diesem Rückzug starben, bedingt durch Kälte, mehr Männer als bei der eigentlichen Schlacht. Die letzte von Rebellen besetzte Festung im Süden der Insel wurde im Juni 1602 von George Carew bei der Belagerung von Dunboy Castle erobert. Red Hugh O’Donnell verließ Irland, um in Spanien – allerdings vergeblich – um weitere Unterstützung zu werben. Dort starb er später im gleichen Jahr. Sein Bruder Rory blieb in Irland, um Tír Chonaill zu verteidigen. Rory O’Donnell und Hugh O’Neill kämpften mit Guerilla-Taktiken in kleinen Gruppen gegen die Truppen von Mountjoy, die schon weit ins Landesinnere von Ulster vorgedrungen waren.

## Kriegsende
Mit der Zerstörung des Inaugurationssteines im Tullaghogue besiegelte Mountjoy symbolisch das Ende des O’Neill-Clans. Aufgrund der Taktik der verbrannten Erde suchte kurz darauf eine Hungersnot Ulster heim. Daraufhin ergaben sich O’Neills untergebene Lords O’Hagan, O’Quinn und MacCann. Rory O’Donnell, 1. Earl of Tyrconnell, ergab sich Ende 1602. O’Neill konnte seinen geheimen Stützpunkt in den dichten Wäldern von Tír Eoghain noch bis zum 30. März 1603 halten, bevor auch er (allerdings nicht bedingungslos) kapitulierte. Elisabeth I. starb eine Woche zuvor.

## Nachspiel
Die Rebellen erhielten erstaunlich große Zugeständnisse für ihre Kapitulation vom neuen englischen König Jakob I. O’Neill, O’Donnell und die übrigen überlebenden Lords von Ulster erhielten volle Begnadigung sowie ihre Ländereien zurück. Sie mussten allerdings ihre irischen Titel, ihre Privatarmeen und die Kontrolle über ihre ehemaligen Leibeigenen abgeben sowie einen Treueeid auf die englische Krone schwören. 1604 erklärte Mountjoy einen Straferlass für alle Rebellen in Irland. Hintergrund für diese weitreichenden Zugeständnisse seitens der Engländer war, dass sie sich keine Fortführung des Krieges in Irland leisten konnten. Das elisabethanische England hatte kein stehendes Heer, noch war das englische Parlament dazu bereit, weitere Steuergelder für langwierige Kriege auszugeben, war England doch auch im Krieg in den Spanischen Niederlanden beteiligt. Der Krieg in Irland, der über zwei Millionen Pfund gekostet hatte, hatte fast zur Zahlungsunfähigkeit des englischen Staates geführt.
Irische Quellen gehen davon aus, dass bis zu 60.000 Iren bei der Hungersnot von 1602–1603 gestorben sind. Auch wenn diese Zahl nicht beweisbar ist, geht man heute davon aus, dass während der gesamten Zeit des Krieges bis zu 100.000 Iren gestorben sind. Auf englischer Seite starben mindestens 30.000 Menschen, die meisten aufgrund von Krankheiten oder Seuchen.
Obwohl O’Neill und seine Verbündeten sehr glimpflich aus der Auseinandersetzung herausgekommen waren, verblieb auf beiden Seiten ein unüberwindbares Misstrauen gegenüber der anderen. O’Neill, O’Donnell und die anderen gälischen Lords aus Ulster verließen 1607 beim Flight of the Earls Irland, da 1605 der neue Lord Deputy of Ireland, Arthur Chichester, 1. Baron Chichester, damit begann, die Freiheiten der beiden Earls einzuschränken. Beide fürchteten die Inhaftierung, und da sich Irland nun wieder gänzlich unter englischer Kontrolle befand, beschlossen beide letztlich, die irische Insel in Richtung des europäischen Kontinents zu verlassen. Sie planten, in Zukunft mit der Hilfe von anderen katholischen Kräften erneut einen Krieg zu starten, konnten jedoch keine Unterstützung erlangen. Ihre Ländereien in Irland wurden nach ihrer Flucht konfisziert und mit englischen Siedlern kolonisiert. Der Neunjährige Krieg gilt daher als wichtiger Schritt der englischen Besiedlung des Nordens der irischen Insel.